# Villa Eulennest

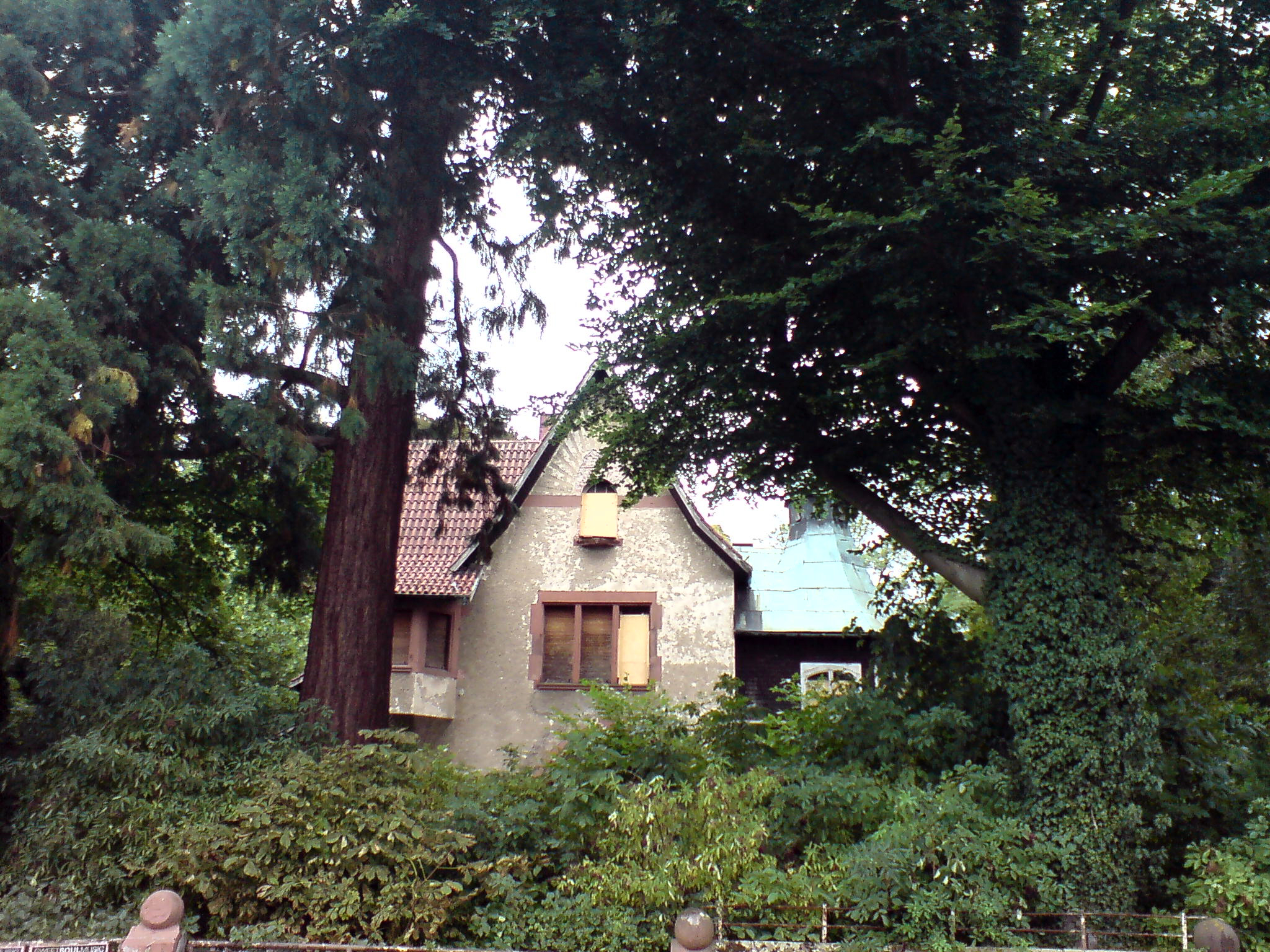
Villa Eulennest (Foto 2008)

Die Villa Eulennest ist ein großbürgerliches Wohnhaus in Bensheim an der Bergstraße in Südhessen, Heidelberger Straße 46. Es wurde 1898–1899 nach Entwurf des Bensheimer Architekten Heinrich Metzendorf für die Familie des Papierfabrikanten Wilhelm Euler erbaut und steht als Kulturdenkmal unter Denkmalschutz.

## Architektur
In der Architektur sind bereits die Einflüsse des zur Bauzeit aufkommenden Jugendstils erkennbar, die das im Stil des Historismus erbaute Haus sichtbar beeinflussen und zu neuen architektonischen Lösungen führten.
Das zweigeschossige Gebäude hat eine malerische, vielfältige Gestalt und wird von steilen, sich verschneidenden Satteldächern gedeckt. Der Sockel des Gebäudes ist aus Sandstein gemauert, die Fassaden der darüberliegenden Geschosse sind verputzt. Die meisten Fenster sind mit Sandstein-Gewänden eingefasst. Die Fassade ist teilweise holzverschindelt. Die ursprüngliche Inneneinrichtung der Villa war ebenfalls von Metzendorf entworfen.
Die Villa Eulennest stand ab 1994 leer und war in ihrem Bestand gefährdet.
2000 wurde die Villa durch die ortsansässige Unternehmerfamilie Wolf erworben und von 2010 bis 2012 in deren Auftrag durch den Darmstädter Architekten Karl Schubert saniert und – unter Rückbau mehrerer zwischenzeitlicher Umbauten – annähernd in ihren ursprünglichen Zustand versetzt. Sie ist mit dieser Restaurierung zu einem „Schmuckstück“ Bensheims geworden.